# Paromomycin
Paromomycin là một chất kháng vi sinh vật được sử dụng để điều trị một số bệnh nhiễm ký sinh trùng bao gồm nhiễm amebia, nhiễm giardia, nhiễm leishmania, và nhiễm sán. Đây là tuyến điều trị đầu tiên cho bệnh nhiễm amebia hoặc nhiễm giardia trong thời kì mang thai. Nếu không, thuốc thường có thể trở thành tuyến điều trị thứ hai, tùy vào sự lựa chọn của bệnh nhân. Thuốc có thể được sử dụng bằng đường uống, bôi cho da, hoặc tiêm vào cơ bắp.
Các tác dụng phụ thường gặp khi dùng bằng đường uống bao gồm chán ăn, nôn mửa, đau bụng và tiêu chảy. Khi dùng dưới dạng bôi, các tác dụng phụ trên da bao gồm ngứa, đỏ và mụn nước. Khi dùng ở dạng tiêm, tác dụng phụ có thể có sốt, các vấn đề về gan hoặc mất thính giác. Sử dụng chúng trong thời gian cho con bú có vẻ an toàn. Paromomycin thuộc họ thuốc aminoglycoside và có thể tiêu diệt các vi sinh vật bằng cách ngăn chặn việc tạo ra các protein của chúng.
Paromomycin được phát hiện từ chủng Streptomyces krestomuceticus vào những năm 1950 và được đưa vào sử dụng trong năm 1960.  Nó nằm trong danh sách các thuốc thiết yếu của Tổ chức Y tế Thế giới, tức là nhóm các loại thuốc an toàn nhất và hiệu quả nhất cần thiết trong một hệ thống y tế. Paromomycin có sẵn dưới dạng thuốc gốc. Ở Ấn Độ, dạng tiêm có giá khoảng 4,19 đến 8,38 pound cho một quá trình điều trị kể từ năm 2007. Tại Hoa Kỳ, một đợt điều trị điển hình có giá hơn 200 USD tính đến năm 2015.